# Paul Vario
Paul Vario (10 de julho de 1914 - 3 de maio de 1988) foi um mafioso americano e membro da família criminosa Lucchesi. Vario era um Capitão e tinha sua própria equipe de mafiosos no Brooklyn, Nova Iorque. Seguindo o depoimento de Henry Hill, Vario foi condenado em 1984, por fraude, e sentenciado a quatro anos de prisão, seguido de uma condenação por extorsão em 1985, e uma pena adicional de 10 anos de prisão. Ele morreu em 3 de maio de 1988, de insuficiência respiratória na prisão.
Ele foi retratado como Paul Cícero por Paul Sorvino no filme de Martin Scorsese Os Bons Companheiros.

## Vida pregressa
Paul Vario nasceu em 10 de julho de 1914, na cidade de Nova York. Ele cresceu na seção Old Mill de South Brooklyn. Em 1925, aos 11 anos, Vario foi condenado a sete meses de detenção juvenil por evasão escolar.
Vario e sua primeira esposa, Vita, tiveram três filhos, Peter, Paul Jr. e Leonard. Mais tarde, ele se divorciou de Vita e se casou com Phyllis.
Vario supostamente tinha um temperamento muito violento. Certa noite, Vario levou sua esposa, Phyllis, para jantar. Enquanto estavam sentados à mesa, o maître d'hôtel acidentalmente derramou vinho no vestido de Phyllis e tentou secá-lo com um pano sujo. Um Vario enfurecido bateu duas vezes no maitre d'hôtel. Mais tarde naquela noite, Vario enviou dois carros cheios de homens armados com tacos de beisebol e canos para atacar os garçons depois que o restaurante fechou.
Em 20 de julho de 1973, o filho de Paul Vario, Leonard Vario, morreu devido a queimaduras graves no Wyckoff Heights Medical Center, no Brooklyn. A causa de seus ferimentos nunca foi descoberta. Em seu funeral, dois cinegrafistas de televisão e um detetive da polícia foram espancados pelos presentes.

## Prisão e ascensão ao poder
Em 1937, Vario junto com Anthony Romano foram identificados por uma garota de dezesseis anos de Howard Beach que disse que Vario e Romano a agrediram sexualmente. Ambos os homens foram posteriormente condenados por estupro e sentenciados a dez anos de prisão. Vario recebeu liberdade condicional duas vezes durante sua pena de prisão, mas foi enviado de volta à prisão por violar a liberdade condicional, depois de ser preso novamente e acusado de roubo e tráfico de bens roubados. Ele foi libertado da prisão em 1962.
Depois que Vario foi libertado da prisão, ele se tornou membro da família criminosa Lucchese. Ele conduziu a maior parte de seus negócios criminosos em um antigo bar alemão conhecido como Geffken's na Flatlands Avenue e um ferro-velho na Avenue D em Canarsie. O ferro-velho de Vario em Canarsie, Brooklyn, é onde ele supostamente supervisionou operações criminosas que incluíam sequestros, agiotagem, apostas e cercas de bens roubados. Ele foi rapidamente promovido ao posto de caporegime, controlando sua própria tripulação na família. Seus associados tinham a reputação de terem se envolvido em negociações criminosas no Aeroporto John F. Kennedy, extorquindo dinheiro de transportadores e companhias aéreas em troca de paz trabalhista. Os notáveis associados da tripulação de Vario incluíam Thomas DeSimone e Henry Hill.
Vario continuou a se expandir em 1965, o mafioso Jake Columbo morreu e Vario rapidamente assumiu o controle de suas operações de jogos ilegais nas seções de Cedarhurst e Inwood de Long Island. No final de 1965, autoridades de Long Island prenderam Vario junto com outras oito pessoas e os acusaram de controlar uma rede de jogos de azar. Vario foi acusado em fevereiro de 1966 pelos tribunais federais do Brooklyn de não fornecer um selo federal de jogos de azar. Em junho de 1966, autoridades do condado de Nassau prenderam Vario e dezessete outras pessoas e acusaram-nos de administrar uma operação de apostas.
Vario também estava envolvido em negócios legítimos que incluíam uma floricultura, um bar, um restaurante e um ponto de táxi. Uma de suas empresas, a Vario's Bargain Auto Parts Inc., localizada em 5702 Aveune D, é onde Vario conduzia negócios ilegais com seus associados. No seu auge, Vario ganhava cerca de US$ 25 mil por dia com todas essas raquetes ilegais. De acordo com Hill, Vario uma vez lhe disse que havia guardado US$ 1 milhão em um único cofre. Durante este período, Vario também atuou como consigliere não oficial do chefe de Lucchese, Carmine Tramunti.

## Acusação e prisão
Em 1970, Vario foi citado por desacato ao tribunal e enviado para o Centro Correcional do Condado de Nassau, em Long Island, por sete meses.
Em 1971, a família Geffken vendeu o bar e a propriedade do Geffken para Peter Abinanti, amigo de Paul Vario, por US$ 40.000.
Em 7 de abril de 1972, a polícia colocou um dispositivo de escuta eletrônica dentro do trailer de Vario no ferro-velho e começou a reunir provas contra ele. Além disso, um detetive da polícia usando um dispositivo de escuta começou a visitar o trailer. Vario estava convencido de que o policial era corrupto e logo começou a oferecer-lhe subornos. Toda a operação de vigilância durou cerca de seis meses.
Em outubro de 1972, a polícia invadiu o ferro-velho de Vario em Canarsie. Em 1º de novembro de 1972, Vario foi indiciado sob a acusação de adulteração de uma testemunha. Ele teria aconselhado Frank Heitman, um jogador condenado, a fugir para a Flórida para evitar testemunhar perante um grande júri no condado de Nassau. Para prender Vario, a polícia teve que perseguir seu carro por 20 minutos pelas ruas do Brooklyn antes que ele finalmente parasse para eles. Em 21 de novembro de 1972, Vario foi indiciado por fraude em seguros. Ele e vários co-conspiradores despojaram o equipamento de um barco, afundaram-no e depois entraram com uma reclamação de seguro de US$ 7.000. Em 7 de dezembro de 1972, Vario foi indiciado por acusações que incluíam tentativa de subornar o policial do trailer. Também em dezembro de 1972, Vario se declarou culpado de dirigir embriagado e recebeu liberdade condicional. No entanto, Vario violou a liberdade condicional no início de 1973 e estava na prisão em fevereiro de 1973.
Em 9 de fevereiro de 1973, Vario foi condenado por evasão fiscal. Em 6 de abril de 1973, Vario foi condenado a seis anos de prisão federal pela condenação por evasão fiscal.
Vario foi enviado para a prisão federal localizada em Lewisburg, Pensilvânia. Enquanto estava na prisão, Vario fez parte da infame "fila da máfia" de prisioneiros.

## Libertação da prisão
Em 1975, Vario foi libertado da prisão federal. Ele não era mais o subchefe da família criminosa Lucchese; o novo chefe , Anthony Corallo, substituiu Vario por Salvatore Santoro. Em liberdade condicional, Vario mudou-se para uma residência perto de Miami, Flórida.
Em 1978, Vario aprovou a participação de sua tripulação no infame assalto à Lufthansa no aeroporto JFK. A ideia foi apresentada a Vario por telefone enquanto ele estava na Flórida. Vario rapidamente deu sua aprovação, mas insistiu que Jimmy Burke, então na prisão, supervisionasse. Em dezembro de 1978, a quadrilha saqueou com sucesso cerca de US$ 5 milhões em dinheiro e US$ 875.000 em joias (equivalente a US$ 26.4milhões em 2023).

## Retorno à prisão e morte
Em 9 de fevereiro de 1984, Vario foi condenado por fraudar o governo federal. Agora testemunha do governo, Hill testemunhou que Vario havia arranjado um emprego fictício em um restaurante para Hill, para que Hill pudesse ser libertado da prisão federal. Vario foi condenado e em 3 de abril de 1984, foi sentenciado a quatro anos de prisão federal e multado em US$ 10.000.
Em 21 de fevereiro de 1985, enquanto cumpria pena de prisão, Vario foi indiciado por conspiração de extorsão que envolvia extorsão. Ele e os co-conspiradores foram acusados de extorquir mais de US$ 350 mil de empresas de carga aérea no aeroporto JFK, ameaçando-as com problemas trabalhistas caso não pagassem. Condenado novamente com a ajuda do depoimento de Hill, foi condenado a 10 anos de prisão por extorsão.
Vario morreu em 3 de maio de 1988, aos 73 anos, de insuficiência respiratória em consequência de câncer de pulmão enquanto estava encarcerado na Prisão Federal de Fort Worth, em Fort Worth, Texas. Ele está enterrado no Cemitério St. John, Middle Village, Queens, Nova Iorque.

## Representações culturais de Vario
Vario foi retratado em diversas produções de mídia.
- No filme Goodfellas, de 1990, do diretor Martin Scorsese, Paul Vario Sr. é retratado como o personagem Paul Cicero, interpretado pelo ator Paul Sorvino.
- No filme de TV canadense-americano de 2001, The Big Heist, Paul Vario é interpretado pelo ator Gino Marrocco.